# El Cristo
El Cristo är en ort i Mexiko.   Den ligger i kommunen Carrillo Puerto och delstaten Veracruz, i den sydöstra delen av landet, 280 km öster om huvudstaden Mexico City. El Cristo ligger 202 meter över havet och antalet invånare är 423.
Terrängen runt El Cristo är lite kuperad, och sluttar österut. Runt El Cristo är det ganska tätbefolkat, med 62 invånare per kvadratkilometer. Närmaste större samhälle är Cuitláhuac, 14,2 km väster om El Cristo. Omgivningarna runt El Cristo är en mosaik av jordbruksmark och naturlig växtlighet.